# Końskowola
Końskowola je selo u jugozapadnoj Poljskoj, između Puławya i Lublina, u blizini Kurówa, na rijeci Kurowki. On je glavni grad posebne gmine unutar Lubinskog vojvodstva. Od 2004. ima 2188 stanovnika.